# 1901.
◄ | 19. stoljeće | 20. stoljeće | 21. stoljeće | ►
◄ | 1870-ih | 1880-ih | 1890-ih | 1900-ih | 1910-ih | 1920-ih | 1930-ih | ►
◄◄ | ◄ | 1898. | 1899. | 1900. | 1901. | 1902. | 1903. | 1904. | ► | ►►
Arhitektura • Astronomija • Biologija • Film • Fotografija • Glazba • Kazalište • Kemija • Kiparstvo • Knjige • Književnost • Kršćanstvo • Meteorologija • Medicina • Planinarstvo • Politika • Pravo • Promet • Slikarstvo • Strip • Šport • Televizija • Znanost • Zrakoplovstvo • Željeznički promet
1901. (MCMI), prva je godina 20. stoljeća.

## Događaji

### Siječanj – ožujak
- 1. siječnja – Područja Zapadna Australija, Južna Australija, Queensland, Victoria, Tasmanija i Novi Južni Wels formirala su Saveznu Državu Australiju. Edmund Barton je prvi premijer.
- 10. siječnja – U Teksasu pronađene najveće svjetske zalihe nafte.
- 22. siječnja – Nakon gotovo 64 godine vladanja, umire Viktorija, kraljica Ujedinjenog Kraljevstva. Njezin najstariji sin Albert Edvard postaje kralj kao Edvard VII.
- 5. veljače – J. P. Morgan se približio monopolu u američkoj industriji čelika
- 22. veljače – Poštanski parobrod potonuo u luci San Francisca
- 4. ožujka – Inauguiran novi-stari predsjednik SAD-a William McKinley
- 6. ožujka – U Bremenu pokušaj atentata na Vilima II.
- 17. ožujka – Izložba slika van Goghovih slika u Parizu izaziva senzaciju

### Travanj – lipanj
- 24. travnja – 200 mrtvih u kemijskoj eksploziji u Griesheimu u Njemačkoj
- 25. travnja – New York (savezna država) prvi uvodi obvezne registracijske ploče za sve automobile
- 24. svibnja – 78 mrtvih u nesreći u rudniku Caerphilly i Južnom Walesu
- 12. lipnja – Kuba spada pod protektorat SAD-a
- 2. lipnja- Katsura Taro postaje premijer Japana
- 17. lipnja – Lloyd George osuđuje koncentracijske logore u Južnoj Africi
- 24. lipnja – Prva Picassova izložba u Parizu
- 26. lipnja – Brodolom Luisitanie kod Newfoundlanda u Kanadi

### Srpanj – rujan
- 2. srpnja – 400 ljudi poginulo u toplotnom udaru u New Yorku
- 1. kolovoza – Parlament UK izglasao dodatnih 12,5 milijuna funti za naoržanje,
- 4. kolovoza – Pronađeno zlato u južnoafričkoj pokrajini Rand
- 9. kolovoza – Kolumbijske trupe nadiru u Venezuelu
- 18. kolovoza – Odbijen zakon o ograničavanju radnog vremena u UK
- 21. kolovoza – U Detroitu utemeljena tvrtka Cadillac
- 30. kolovoza- Hubert Cecil Booth patentira usisavač.
- 4. rujna – Sudska odluka u UK, sindikati krivi za gubitke u štrajkovima
- 6. rujna – Anarhist Leon Czolgosz ubio je američkog predsjednika McKinleyja
- 7. rujna – Boskerski ustanak završava Perkinškim ugovorom
- 14. rujna – Potpredsjednik Theodore Roosevelt postaje predsjednik SAD-a
- 25. rujna – UK anektiralo kraljevinu Ashanti u Africi

### Listopad – prosinac
- 16. listopada – Crnoputi učitelj objeduje s predsjednikom Rooseveltom
- 28. listopada – Rasni nemiri zbog objeda u bijeloj kući, 34 mrtvih
- 29. listopada – Smaknut Czolgosza, atentator na predsjednika McKinleyja
- 10. studenog – Sjeverozapadna granična pokrajina pripojena Indiji
- 2. prosinca – Tvrtka Gillette iz SAD-a predstavila prve žilete
- 10. prosinca – Dodijeljene prve nobelove nagrade
- 12. prosinca – Guglielmo Marconi izveo prvi transatlantski radio-prijenos

## Rođenja

### Siječanj – ožujak
- 14. siječnja – Bebe Daniels, američka glumica ( 1971.)
- 15. siječnja – Janko Rakuša, hrvatski glumac († 1945.)
- 1. veljače – Clark Gable, američki filmski glumac († 1960.)
- 7. veljače – Vittorio De Sica, talijanski filmski redatelj i glumac († 1974.)
- 28. veljače – Linus Pauling, američki kemičar i pacifist († 1994.)
- 27. ožujka – Carl Barks, američki karikaturist († 2000.)
- 27. ožujka – Eisaku Satō, japanski političar i nobelovac († 1975.)
- 29. ožujka – Andrija Maurović, hrvatski crtač stripova († 1981.)

### Travanj – lipanj
- 23. travnja – Edmund Brisco Ford, britanski biolog († 1988.)
- 29. travnja – Hirohito, japanski car († 1989.)
- 30. travnja – Simon Kuznets, američki ekonomist, demograf, statističar i nobelovac († 1985.)
- 7. svibnja – Gary Cooper, američki glumac († 1961.)
- 6. lipnja – Sukarno, prvi predsjednik Indonezije († 1970.)
- 18. lipnja – Anastasija Nikolajevna Romanova, ruska kneginja († 1918.)

### Srpanj – rujan
- 15. srpnja – Nicola Abbagnano, talijanski filozof († 1990.),
- 16. srpnja – Stjepan Mihalić, hrvatski književnik (†1984.)
- 3. kolovoza – Stefan Wyszyński, poljski nadbiskup i kardinal († 1981.)
- 19. kolovoza – Rudolf Matz, hrvatski skladatelj i glazbeni pedagog († 1988.)Walt Disney
- 20. kolovoza – Salvatore Quasimodo, talijanski pjesnik i prevoditelj (†1968.)
- 27. rujna – Lavoslav Horvat, hrvatski arhitekt († 1989.)
- 28. rujna – Ed Sullivan, američki TV-voditelj († 1974.)
- 29. rujna – Ivo Čupar, hrvatski stomatolog, redovni član HAZU († 1981.)

### Listopad – prosinac
- 8. listopada – Antun Bonifačić, hrvatski emigrantski novinar i političar († 1986.)
- 15. listopada – Juraj Neidhardt, hrvatski arhitekt († 1979.)
- 1. studenog – Franjo Filipović, hrvatski pedagog († 1988.)
- 26. studenog – Krsto Hegedušić, hrvatski slikar († 1975.)
- 5. prosinca – Walt Disney, američki crtač animiranog filma i producent († 1966.)
- 9. prosinca – Ödön von Horváth, austrijski književnik († 1938.)
- 27. prosinca – Marlene Dietrich, njemačko-američka glumica i pjevačica († 1992.)

### Nepoznat datum rođenja
- Slavin Cindrić, hrvatski nogometaš († 1942.)

## Smrti

### Siječanj – ožujak
- 22. siječnja – Kraljica Viktorija, engleska kraljica (* 1819.)
- 27. siječnja – Giuseppe Verdi, talijanski skladatelj (* 1813.)
- 13. ožujka – Benjamin Harrison, 23. predsjednik SAD-a (* 1833.)

### Travanj – lipanj
- 7. travnja – Ladislav Pejačević, hrvatski ban i političar (* 1824.)
- 20. svibnja – Rudolf Cipot, slovenski pisac i evangelički svećenik (* 1825.)
- 7. srpnja – Johanna Spyri, švicarska književnica (* 1827.)

### Srpanj – rujan
- 5. kolovoza – Victoria, kraljica Ujedinjenoga Kraljevstva (* 1840.)
- 11. kolovoza – Francesco Crispi, talijanski premijer (* 1819.)
- 14. rujna – William McKinley, 25. predsjednik SAD-a (* 1843.)

### Listopad – prosinac
- 29. listopada – Leon Czolgosz, atentator na američkog predsjednika McKinleyja (* 1873.).˙

## Nobelova nagrada za 1901. godinu
- Fizika: Wilhelm Conrad Röntgen
- Kemija: Jacobus Henricus van 't Hoff
- Fiziologija i medicina: Emil Adolf von Behring
- Književnost: Sully Prudhomme
- Mir: Henri Dunant, Frédéric Passy

## Umjetnost
- Drama Anton Pavlovič Čehov – Tri sestre
- Roman Rudyard Kipling – Kim
- Roman Thomas Mann – Buddenbrookovi
- Drama August Strindberg – Ples smrti
- Sergej Rahmanjinov – Klavirski koncert br.2

## Obljetnice i godišnjice
- 400. godišnjica Marulićeva dovršetka Judite.[1]

## Vanjske poveznice
|  | Zajednički poslužitelj ima još gradiva o temi 1901. |